# Bill Cockburn
William Hastings „Bill“ Cockburn (* 1. März 1902 in Toronto, Ontario; † 21. März 1975 in Winnipeg, Manitoba) war ein kanadischer Eishockeytorwart. Bei den Olympischen Winterspielen 1932 gewann er als Mitglied der kanadischen Nationalmannschaft die Goldmedaille.

## Karriere
Bill Cockburn begann seine Karriere als Eishockeyspieler bei den Tammany Tigers, für deren Junioren- bzw. Seniorenmannschaft er von 1920 bis 1926 aktiv war. Anschließend verbrachte der Torwart eine Spielzeit bei den Montréal Victorias, ehe er nach Winnipeg zurückkehrte. 1931 gewann er mit dem Winnipeg Hockey Club als Mannschaftskapitän den Allan Cup, den kanadischen Amateurmeistertitel. Bei den Winterspielen 1932 vertrat er Kanada mit dem Winnipeg Hockey Club. Im Jahr 2004 wurde er in die Manitoba Sports Hall of Fame aufgenommen.

### International
Für Kanada nahm Cockburn an den Olympischen Winterspielen 1932 in Lake Placid teil, bei denen er mit seiner Mannschaft die Goldmedaille gewann. Bei den Winterspielen war er Mannschaftskapitän Kanadas.

## Erfolge und Auszeichnungen
- 1931 Allan-Cup-Gewinn mit dem Winnipeg Hockey Club
- 1932 Goldmedaille bei den Olympischen Winterspielen
- 2004 Manitoba Sports Hall of Fame